# Alambrista!
Alambrista! és una pel·lícula independent dirigida per Robert M. Young i protagonitzada per Domingo Ambriz i Trinidad Silva.

## Trama
Roberto és un pagès de Michoacán que vol travessar la Frontera EUA-Mèxic per a proveir per a la seva família. Quan arriba als Estats Units es troba fugir de la migra. Però coneix diferents persones que l'ajuden.

## Repartiment
- Domingo Ambriz: Roberto
- Trinidad Silva: Joe
- Linda Gillen: Sharon
- Ned Beatty: Angelo Coyote

El 2003 va ser reeditada i remasteritzada amb una nova banda sonora per Jose "Dr. Loco" Cuellar, Greg Landau, Francisco Herrera i Tomás Montoya i es va reeditar amb un llibre sobre la premsa de la Universitat de Nou Mèxic.

## Premis
- Càmera d'Or - 31è Festival Internacional de Cinema de Canes (Robert M. Young)[3]
- Premi Interfilm - Festival Internacional de Cinema de Mannheim-Heidelberg (Robert M. Young)
- Conquilla d'Or - Festival Internacional de Cinema de Sant Sebastià 1978 (Robert M. Young)[4]
- Premi OCIC - Festival Internacional de Cinema de Sant Sebastià 1978 (Robert M. Young)